# Re di Ruanda
Questa pagina contiene un elenco di re (mwami, plami abami) del Ruanda. Il regno del Ruanda era uno dei regni più antichi e centralizzati nella storia dell'Africa centrale e orientale.
Il suo stato e le sue vicende prima di Re Gihanga sono in gran parte non confermate e altamente avvolte in racconti mitici.

## Lista

### Abami b'imishumi (discendenti degli dei di Ibimanuka) - BCE
- Gihanga I
- Kanyarwanda I Gahima I
- Rumeza I
- Yuhi I Musindi
- Rumeza II
- Nyarume
- Rubanda (Lugalbanda)
- Ndahiro I Bamara (Wamala)
- Ndahiro II Ruyange
- Ndahiro III Ndoba
- Ndahiro IV Samembe
- Nsoro I Samukondo
- Nsoro II Byinshi
- Ruganzu I Bwimba
- Cyilima Rugwe

### I Abami Bibitekerezo (I regno dell'era comune)
- Kigeli I Mukobanya
- Mibambwe I Sekarongoro I Mutabazi
- Yuhi II Gahima II
- Ndahiro V Cyamatare

### II Abami Bibitekerezo (II regno dell'era comune)
- Ruganzu II Ndoli (1510-1543)
- Karemera Rwaka
- Mutara I Nsoro III Semugeshi

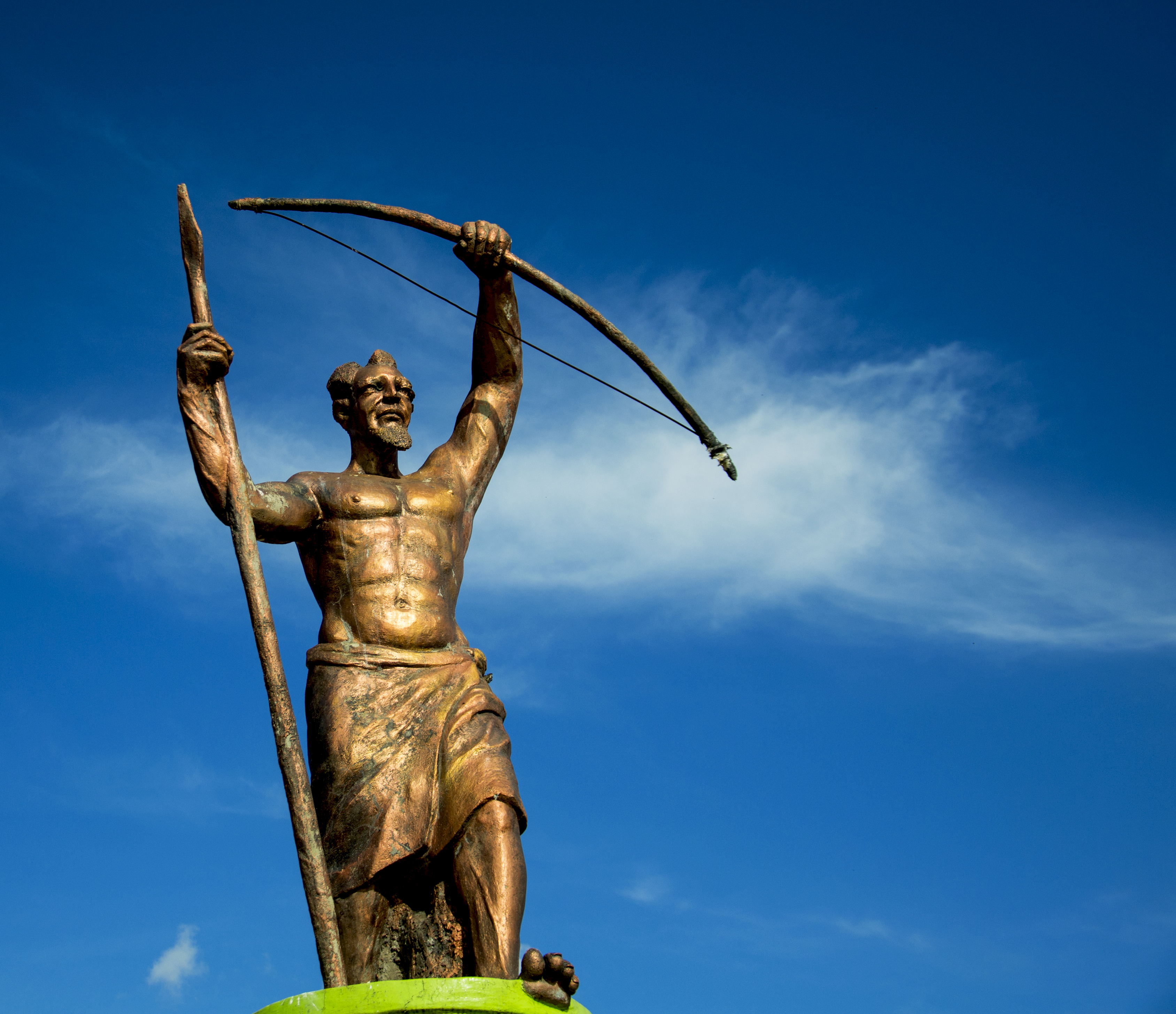
Ruganzu II Ndoli

- Kigeli II Nyamuheshera (1576-1609)
- Mibamwe II Sekarongoro II Gisanura (1609-1642)
- Yuhi III Mazimpaka (1642-1675)
- Cyilima II Rujugira (1675-1708)
- Kigeli III Ndabarasa (1708-1741)
- Mibambwe III Mutabazi II Sentabyo (1741-1746)
- Yuhi IV Gahindiro (1746-1802)
- Mutara II Rwogera (1802-1853)
- Kigeli IV Rwabugiri (1853-novembre 1895)
- Mibambwe IV Rutarindwa (novembre 1895 - dicembre 1896)
- Yuhi V Musinga (dicembre 1896 - 12 novembre 1931)
- Mutara III Rudahigwa (12 novembre 1931 - 25 luglio 1959)
- Kigeli V Ndahindurwa (28 luglio 1959 - 28 gennaio 1961)

Il 28 gennaio 1961 il Ruanda divenne una repubblica durante la rivoluzione ruandese. Successivamente, Kigeli V Ndahindurwa ha continuato a mantenere il suo diritto al trono fino alla sua morte, avvenuta il 16 ottobre 2016 a Washington, DC. Il 9 gennaio 2017, il Consiglio reale di Abiru ha annunciato il principe Emmanuel Bushayija come nuovo erede al trono. Il principe Emmanuel ha adottato il nome regale Yuhi VI.